# San Carlos (Córdoba)
San Carlos é um município da Colômbia, localizado no departamento de Córdoba.